# Chiesa di San Vigilio (Spormaggiore)
La chiesa di San Vigilio è una chiesa sussidiaria di Spormaggiore. Risale al XIII secolo.

## Storia

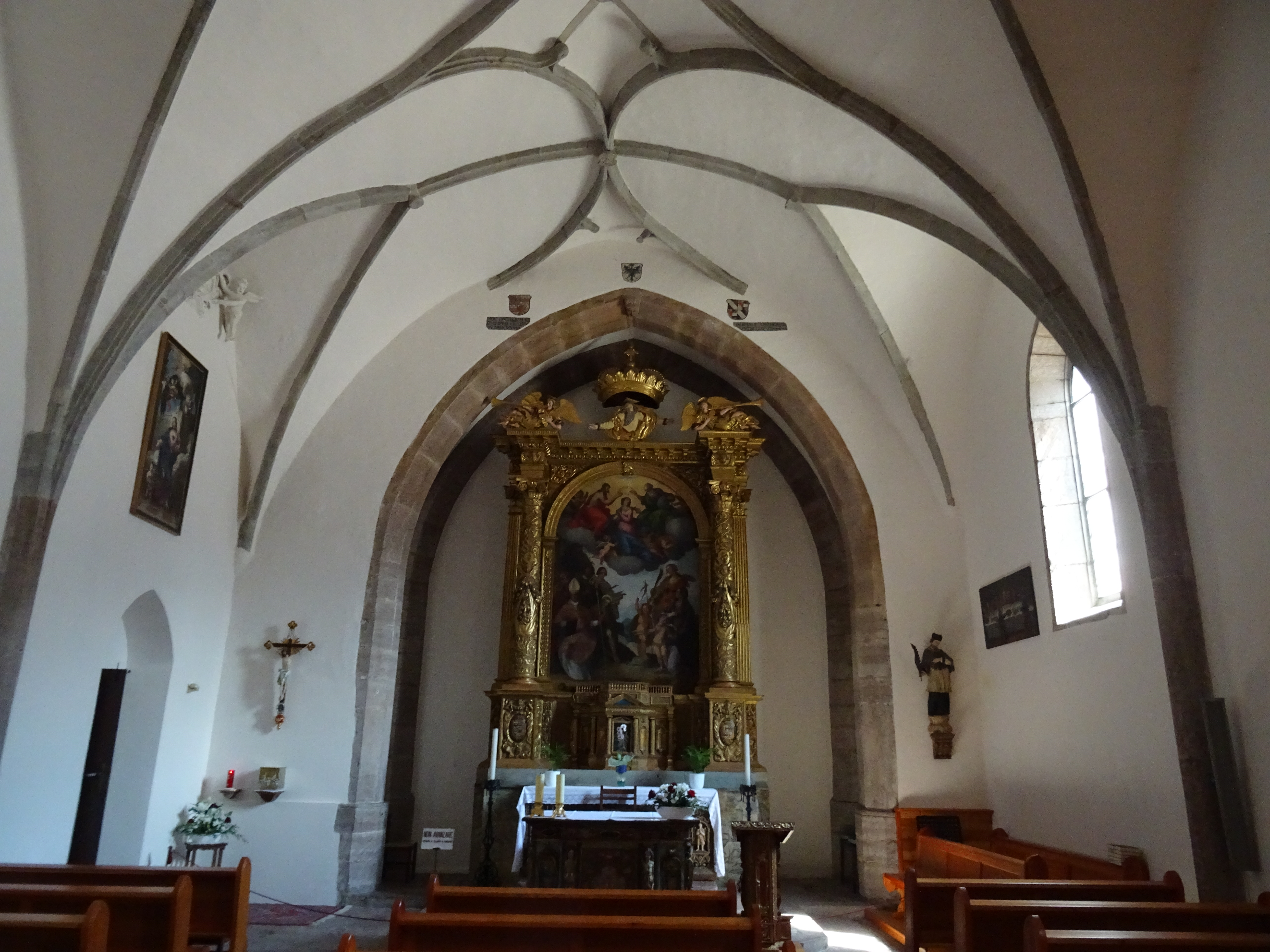
Interno

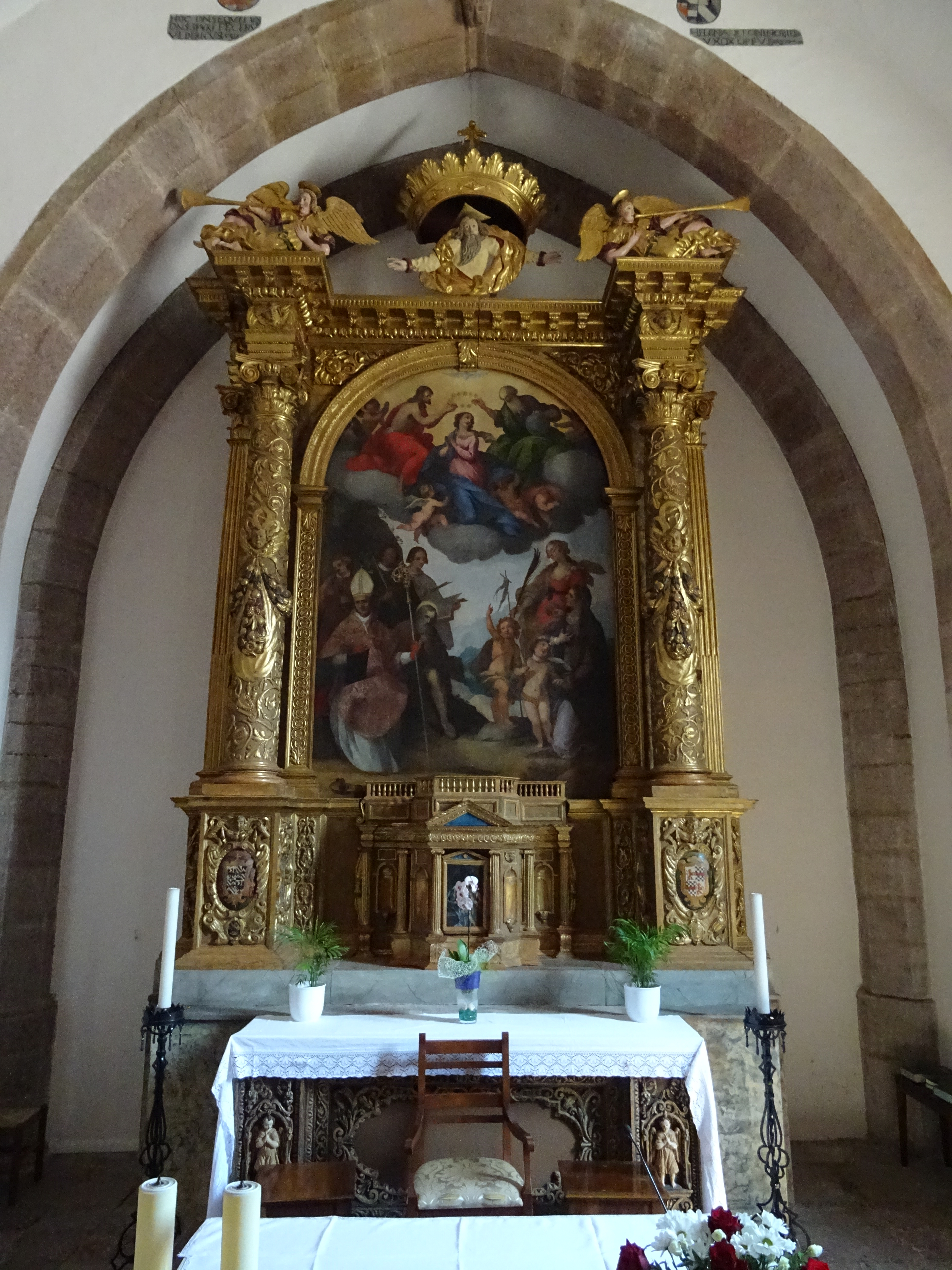
Altare

La chiesa di San Vigilio è stata a lungo la pieve di Spormaggiore, sino a quando non è stata edificata, annessa, la nuova parrocchiale della Natività di Maria.
La sua prima citazione documentale è del 1288, e la sua consacrazione è del 1443.
L'edificio risale nelle sue forme principali all'inizio del XVI secolo, e alla fine del secolo risultava possedere un altar maggiore e quattro altari laterali, segno dell'importanza per la popolazione locale. 
All'inizio del XVII secolo la chiesa ebbe un rinnovato battistero.  
A partire dal 1708 la sua dedicazione mutò, e venne chiamata prima chiesa dell'Assunta poi della Natività di Maria e nel 1719 iniziò, nella chiesa, l'erezione di una cappella dedicata alla Madonna per contenere la statua in legno di Maria ritenuta miracolosa.
Nel 1868, quando iniziò la costruzione della nuova parrocchiale, venne demolita l'abside e quando arrivò il XX secolo ciò che rimaneva della vecchia chiesa venne restituito al culto, dopo importanti lavori di riadattamanento.
La chiesa di San Vigilio venne così benedetta nel 1913, ultimati questi interventi.  
A partire dalla metà del secolo e sino al 2011 l'edificio fu oggetto di numerosi restauri conservativi.
La statua della Madonna venne rubata nel 1974, ma poi ritrovata nel 1976 e riposizionata al suo posto.
L'edificio venne restaurato dal punto di vista della protezione delle infiltrazioni di acqua e della solidità statica, venne ritinteggiato, vennero riviste le coperture, aggiornati gli impianti e controllato il movimento delle campane sulla torre. La meridiana sulla parete meridionale venne riaffrescata, vennero riviste le tinteggiature interne e restaurati gli affreschi sul campanile. Tutte le principali parti lignee vennero controllate, e così pure le piccole statue in stucco.